# プロフェッショナル・リーグ2006
プロフェッショナル・リーグ2006は、1999-2000年シーズンに創設されてから7シーズン目のプロヴィンシャル・リーグである。2004年から2006年の3シーズンは、プロフェッショナル・リーグと呼ばれていた。1部リーグの略称はプロ・リーグ1。

## 概要
2006年シーズンは、2005年シーズンに続き、プロヴィンシャル・リーグとタイ・プレミアリーグ統合の一環として、上位2チームがタイ・プレミアリーグ2007に加入する。下位2チームはリージョナルリーグ・ディヴィジョン2 2007、それ以外のチームはタイ・ディヴィジョン1リーグに加入する。2007年シーズンのプロヴィンシャル・リーグは、2006年シーズンの2部リーグに当たるプロ・リーグ2が1部リーグ扱いになり、大会名は再びプロヴィンシャル・リーグになる。よって、現行のプロ・リーグ1とプロ・リーグ2の2部制で開催される最後のシーズンとなる。
TOTが初優勝した。2位のポート・オーソリティ・オブ・タイランド2は、プレミアリーグ所属のポート・オーソリティ・オブ・タイランドのリザーブチームであるため、プレミアリーグに加入する資格を持たない。そのため、TOT、3位のナコーンパトムがプレミアリーグ2007へ加入する。プロ・リーグ2はラーチャブリーが優勝した。
シーサケートのสุรศักดิ์ จุมพลตรีが17得点で得点王に輝いた。

## 所属チーム（2006年シーズン）
| チーム                                  | 場所                       |
| --------------------------------------- | -------------------------- |
| TOT1                                    | ノンタブリー県             |
| サトゥーン                              | サトゥーン県               |
| シーサケート                            | シーサケート県             |
| スラートターニー                        | スラートターニー県         |
| チャンタブリー                          | チャンタブリー県           |
| チエンマイ                              | チエンマイ県               |
| ナコーンサワン                          | ナコーンサワン県           |
| ナコーンパトム                          | ナコーンパトム県           |
| ナコーンラーチャシーマー                | ナコーンラーチャシーマー県 |
| ナラーティワート                        | ナラーティワート県         |
| バンコク                                | バンコク                   |
| ポート・オーソリティ・オブ・タイランド2 | バンコク                   |
| ピッサヌローク                          | ピッサヌローク県           |
| サコンナコーン                          | サコンナコーン県           |
| コーンケン                              | コーンケン県               |
| チャチューンサオ                        | チャチューンサオ県         |

1 タイ・プレミアリーグ2004-05で降格決定後、タイ・ディヴィジョン1リーグではなく、プロヴィンシャル・リーグに加入した。

## 順位表
| 順位 | チーム                                  | 試 | 勝 | 分 | 敗 | 得 | 失 | 差  | 勝点 | 備考                                         |
| 1    | TOT (C)                                 | 30 | 19 | 10 | 1  | 72 | 22 | +50 | 67   | タイ・プレミアリーグ2007加入                 |
| 2    | ポート・オーソリティ・オブ・タイランド2 | 30 | 20 | 6  | 4  | 55 | 23 | +32 | 66   | 2007年シーズンの所属不明1                    |
| 3    | ナコーンパトム                          | 30 | 17 | 11 | 2  | 45 | 15 | +30 | 62   | タイ・プレミアリーグ2007加入                 |
| 4    | ナコーンサワン                          | 30 | 14 | 9  | 7  | 42 | 28 | +14 | 51   | タイ・ディヴィジョン1リーグ加入              |
| 5    | ナラーティワート                        | 30 | 13 | 6  | 11 | 37 | 34 | +3  | 45   | タイ・ディヴィジョン1リーグ加入              |
| 6    | ピッサヌローク                          | 30 | 11 | 9  | 10 | 44 | 38 | +6  | 42   | タイ・ディヴィジョン1リーグ加入              |
| 7    | スラートターニー                        | 30 | 11 | 8  | 11 | 44 | 46 | -2  | 41   | タイ・ディヴィジョン1リーグ加入              |
| 8    | チャンタブリー                          | 30 | 11 | 7  | 12 | 52 | 45 | +7  | 40   | タイ・ディヴィジョン1リーグ加入              |
| 9    | バンコク                                | 30 | 9  | 12 | 9  | 31 | 34 | -3  | 39   | タイ・ディヴィジョン1リーグ加入              |
| 10   | ナコーンラーチャシーマー                | 30 | 8  | 12 | 10 | 37 | 43 | -6  | 36   | タイ・ディヴィジョン1リーグ加入              |
| 11   | コーンケン                              | 30 | 9  | 8  | 13 | 32 | 35 | -3  | 35   | タイ・ディヴィジョン1リーグ加入              |
| 12   | シーサケート                            | 30 | 9  | 6  | 15 | 47 | 59 | -12 | 33   | タイ・ディヴィジョン1リーグ加入              |
| 13   | サコンナコーン                          | 30 | 8  | 7  | 15 | 30 | 44 | -14 | 31   | タイ・ディヴィジョン1リーグ加入              |
| 14   | チャチューンサオ                        | 30 | 8  | 7  | 15 | 32 | 55 | -23 | 31   | タイ・ディヴィジョン1リーグ加入              |
| 15   | サトゥーン                              | 30 | 6  | 6  | 18 | 34 | 54 | -20 | 24   | リージョナルリーグ・ディヴィジョン2 2007加入 |
| 16   | チエンマイ                              | 30 | 3  | 4  | 23 | 19 | 75 | -56 | 13   | リージョナルリーグ・ディヴィジョン2 2007加入 |

12007年シーズンのタイ・ディヴィジョン1リーグ、リージョナルリーグ・ディヴィジョン2、プロヴィンシャル・リーグには所属していない。
- Thailand 2006 - RSSSF (Rec.Sport.Soccer Statistics Foundation)

## 得点ランキング
| 順位 | 選手             | チーム                                  | 得点 |
| ---- | ---------------- | --------------------------------------- | ---- |
| 1    | สุรศักดิ์ จุมพลตรี     | シーサケート                            | 17   |
| 2    | กิตติพงษ์ มูลพงษ์     | TOT                                     | 16   |
| 3    | Teerawut Sanphan | ポート・オーソリティ・オブ・タイランド2 | 13   |